# Борисково (Дятловское сельское поселение)
Борисково (карел. Boriskova) — опустевшая деревня в Вышневолоцком городском округе Тверской области.

## География
Находится в центральной части Тверской области на расстоянии приблизительно 24 км по прямой на восток-северо-восток от города Вышний Волочёк.

## История
Была отмечена еще на карте Менде (состояние местности на 1848 год). В 1859 году здесь (деревня Вышневолоцкого уезда) было учтено 17 дворов, в 1928 — 15. До 2019 года входила в состав ныне упразднённого Дятловского сельского поселения Вышневолоцкого муниципального района.

## Население
Численность населения составляла 117 человек (1859 год), 3 (русские 100 %) в 2002 году, 0 в 2010.